# Bar-Ilan-universitetet
Bar Ilan universitetet אוניברסיטת בר אילן er et internationalt anerkendt universitet, der ligger i Ramat Gan, nær metropolen Tel Aviv i Israel. Det blev grundlagt i 1955 og tæller i dag over 30.000 studerende – dette inkluderer dog højskoler, som drives af universitetets bestyrelse, men som ikke har rang af universiteter.
32°4′4″N 34°50′33″Ø / 32.06778°N 34.84250°Ø
I 2009 blev det offentliggjort, at et institut for lægevidenskab skal åbnes i Tzfat, en by i det nordlige Israel. 

## Ekstern henvisning og kilde
- Officiel hjemmeside for Bar-Ilan-universitetet Arkiveret 9. maj 2007 hos  Wayback Machine